# لارس أولسن

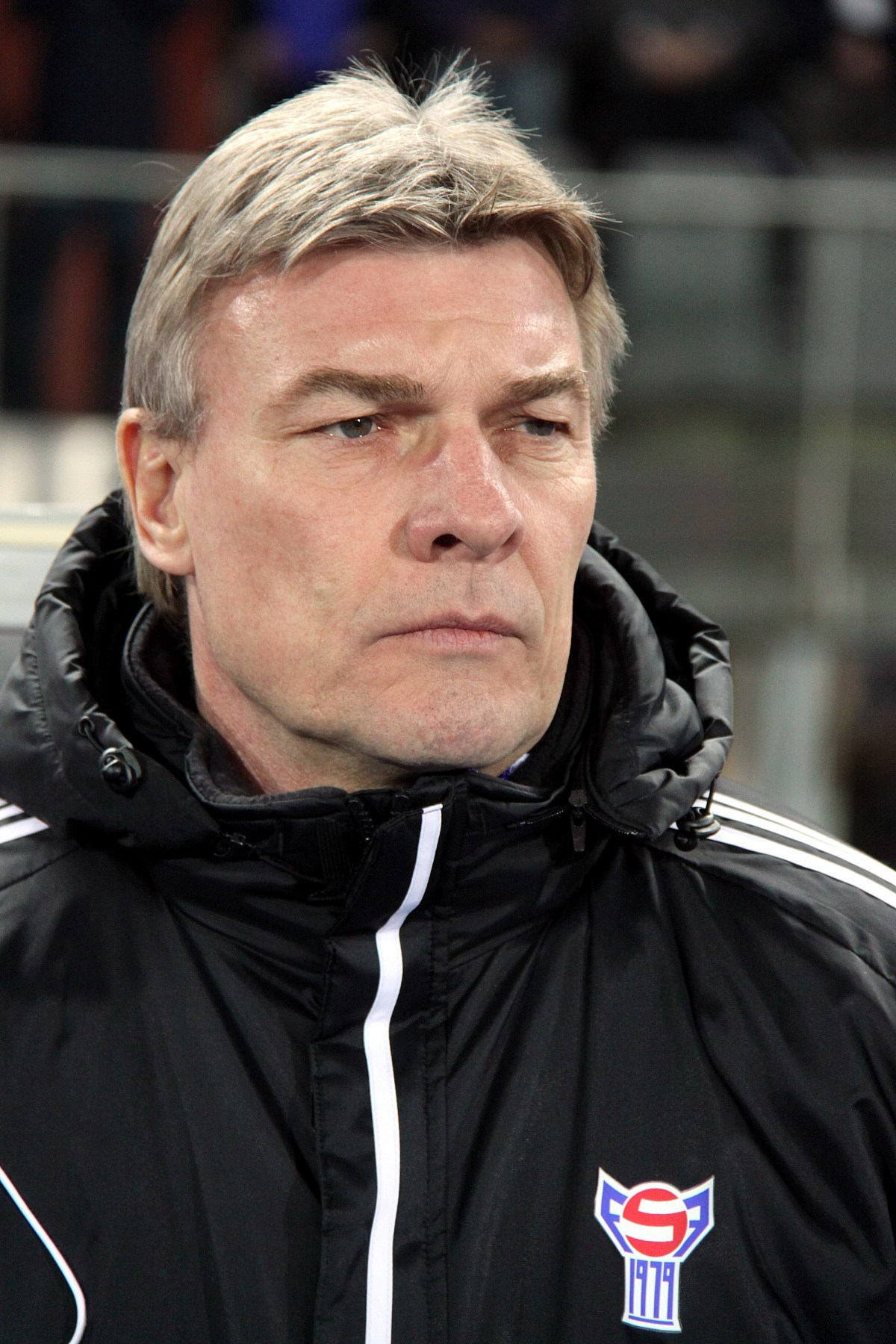
لارس أولسن

لارس أولسن (بالدنماركية: Lars Olsen)‏، من مواليد 2 فبراير 1961، لاعب كرة قدم دنماركي سابق، ومدرب كرة قدم دنماركي حالي.
لعب مع منتخب الدنمارك لكرة القدم.

## روابط خارجية
- لارس أولسن على موقع اتحاد تركيا (لاعب) (الإنجليزية)
- لارس أولسن على موقع قاعدة بيانات كرة القدم.إي يو (الإنجليزية)
- لارس أولسن على موقع ناشيونال فوتبول تيمز (الإنجليزية)
- لارس أولسن على موقع Soccerway.com (الإنجليزية)
- لارس أولسن على موقع كووورة